# Зерка (Вайсенберг)
Зе́рка или Жа́рки (нем. Särka; в.-луж. Žarki) — сельский населённый пункт в статусе городского района Вайсенберга, район Баутцен, федеральная земля Саксония, Германия.

## География
Находится примерно в 2,5 километрах юго-западнее Вайсенберга на западном склоне холма Штромберг, славянское наименование — Во́смужова-Го́ра, Ву́змужова-Го́ра. Стро́ма-Го́ра (нем. Strohmberg, в.-луж. Wósmužowa hora, Wusmužowa hora, Stroma hora) на берегу реки Зеркер-Вассер, славянское наименование — Жарковчанка (нем. Särker Wasser, в.-луж. Žarkowčanka).
Через деревню с востока на запад проходит автомобильная дорога K7227, которая на юго-западе соединяет населённый пункт с деревней Лауске (Луск) и на востоке — с автомобильной дорогой S112.
Между населённым пунктом и деревней Лауске находится северная часть биосферного заповедника Лучшанска-Скала.
Соседние населённые пункты: на востоке — деревня Мальтиц (Малечицы), на юго-востоке — деревня Ностиц (Носачицы), на юго-западе — деревня Лауске (Луск) и на северо-западе — деревня Котиц (Котецы).

## История
Впервые упоминается в 1365 году под наименованием «Sarg». С 1957 по 1994 года входила в состав коммуны Котиц. В 1994 году деревня в результате муниципальной реформы вошла в городские границы Вайсенберга.
В настоящее время деревня входит в состав культурно-территориальной автономии «Лужицкая поселенческая область», на территории которой действуют законодательные акты земель Саксонии и Бранденбурга, содействующие сохранению лужицких языков и культуры лужичан.
Исторические немецкие наименования:
- Zarg, 1365
- Sarik, Sarg, Zarig, 1400
- Sargk, 1538
- Särck, 1664
- Sercka, 1732
- Särka, 1791

## Население
Официальным языком в населённом пункте, помимо немецкого, является также верхнелужицкий язык.
Согласно статистическому сочинению «Dodawki k statisticy a etnografiji łužickich Serbow» Арношта Муки в 1884 году в деревне проживало 217 жителей (из них — 201 лужичанина (89 %)).
Лужицкий демограф Арношт Черник в своём сочинении «Die Entwicklung der sorbischen Bevölkerung» указывает, что в 1956 году при общей численности в 270 жителей серболужицкое население деревни составляло 14,4 % (из них 28 взрослых владели активно верхнелужицким языком, 3 взрослых — пассивно; 8 несовершеннолетних свободно владели языком).
| 1834 | 1871 | 1890 | 1910 | 1925 | 1939 | 1946 | 1950 | 2011 | 2016 |
| ---- | ---- | ---- | ---- | ---- | ---- | ---- | ---- | ---- | ---- |
| 163  | 207  | 176  | 186  | 185  | 161  | 304  | 289  | 178  | 166  |